# Expédition Ingolf

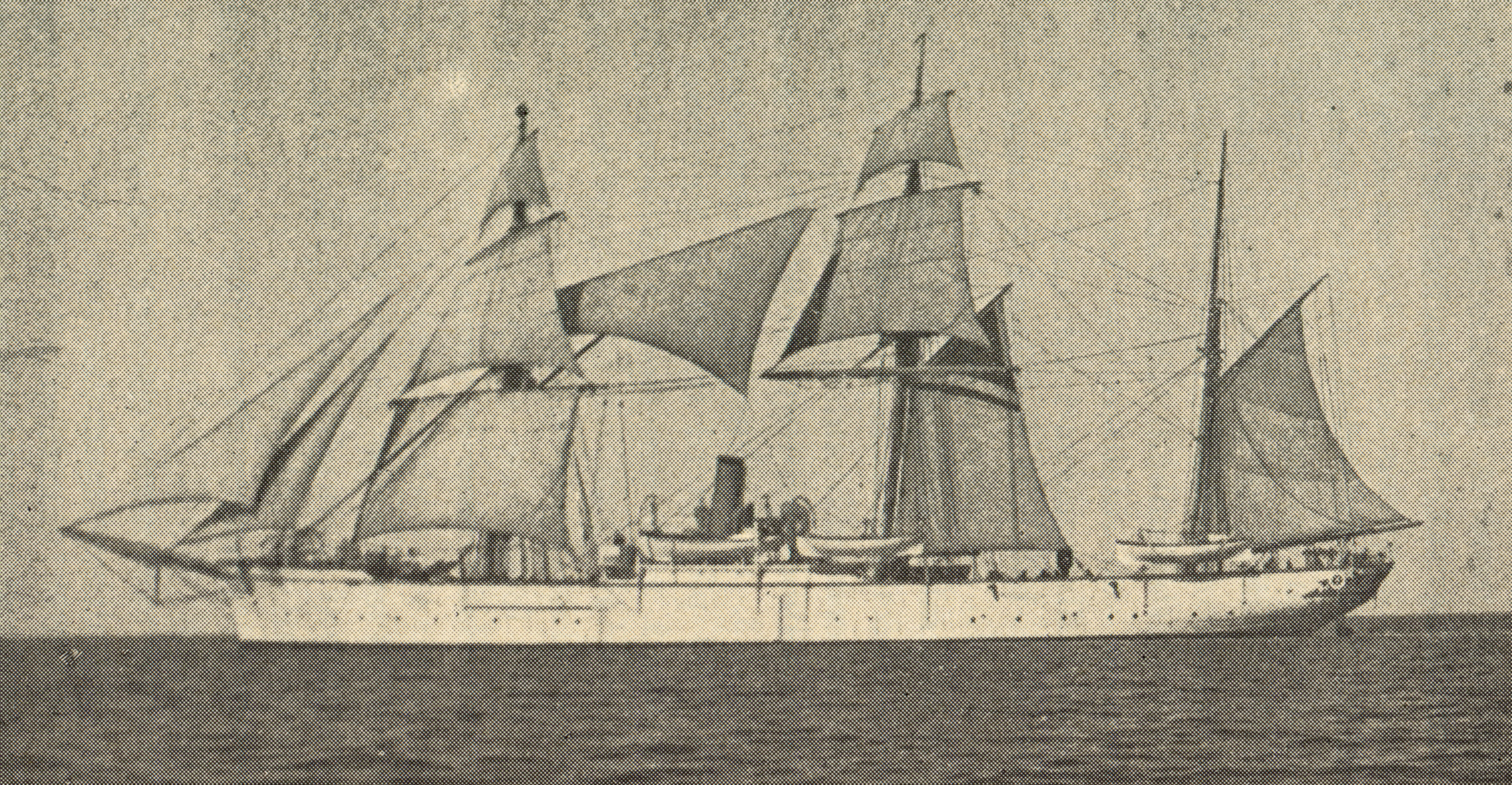
L’Ingolf vers 1890.

L'expédition Ingolf est une expédition réalisée par le Danemark en 1895 et 1896 autour de l'Islande et du Groenland. Elle doit son nom au bateau qui a permis de réaliser l'expédition, l'Ingolf.

## Équipage
Les principaux membres de l'équipage sont le commandant Commodore C. F. Wandel et le physicien et chimiste Martin Knudsen.

## Objectifs et résultats de l'expédition
L'expédition sert à étudier les fonds marins autour de la péninsule de Reykjanes : activité volcanique, concentration en oxygène, salinité.
Cette expédition a permis de mieux comprendre les courants marins tels que l'importance du courant polaire à l'Est de l'Islande.